# Ali az-Zahir
Alī az-Zāhir (El Cairo, 20 de junio de 1005-13 de junio de 1036) (árabe: الظاهر بالله), séptimo califa fatimí (1021-1036), Az-Zāhir asumió el califato después de la desaparición de su padre al-Hákim bi-Amrillah.

## Gobierno bajo el séptimo califa
Bajo este régimen, el estado fatimí estaba en crisis. El hambre y la plaga conducen a la anarquía en Egipto en los años 1023-1025, y en Palestina y Siria, tuvo lugar una rebelión entre los beduinos (1024-1029). La coalición rebelde fue fragmentada por la diplomacia fatimí, después de lo cual el general Anushtegin ad-Dizbiri pudo derrotarla militarmente.
Mientras tanto, en 1028 uno de los del círculo gobernante, Alī ibn Ahmad Jarjarai, eliminó a sus colegas y asumió el control de la oficina del visir, que manejó hasta 1045. Gozó de buenas relaciones con el Imperio bizantino, aun cuando la soberanía feudal de Alepo fue disputada constantemente, viniendo de vez en cuando al enfrentamiento. Para mejorar las relaciones con el Imperio y los cristianos del reino, la reconstrucción de la iglesia del Santo Sepulcro, destruida en 1009, fue autorizada bajo su califato.
Durante el reinado del az-Zāhir, la secta de los drusos, que había gozado del patrocinio de su padre, fue perseguida y reducida a las regiones montañosas de Siria y de Líbano.

## Muerte y sucesión
Después de que el Alī muriera de peste, fue sucedido su hijo con el nombre de al-Mustánsir. 